# Enough Thunder
Enough Thunder är en EP-skiva av den brittiska musikern James Blake. EP-skivan släpptes 7 oktober 2011, samma år som hans debutalbum.
EP-skivan innehåller ett samarbete med Justin Vernon och en Joni Mitchell-cover.

## Låtlista
Alla låtar skrivna och producerade av James Blake, förutom där annat anges.
| Nr           | Titel                                 | Kompositör                 | Producent(er)              | Längd |
| ------------ | ------------------------------------- | -------------------------- | -------------------------- | ----- |
| 1.           | Once We All Agree                     |                            |                            | 4:23  |
| 2.           | We Might Feel Unsound                 |                            |                            | 4:00  |
| 3.           | Fall Creek Boys Choir (with Bon Iver) | James Blake, Justin Vernon | James Blake, Justin Vernon | 4:33  |
| 4.           | A Case of You                         | Joni Mitchell              | Miti Adhikari              | 2:57  |
| 5.           | Not Long Now                          |                            |                            | 5:23  |
| 6.           | Enough Thunder                        |                            |                            | 4:15  |
| Total längd: | Total längd:                          | Total längd:               | Total längd:               | 25:31 |